# Homomorfizem grupe
Homomorfizem grupe je v matematiki za dani dve grupi (G, *) in (H, ·) iz (G, *) v (H, ·) takšna funkcija h: G → H, za katero za vsak u, v {\displaystyle \in } G velja:
h (u * v) = h (u) · h (v).
Iz teh značilnosti lahko zaključimo, da funkcija h preslika enak element eG grupe G k enakemu elementu eH grupe H. Preslika tudi obratne elemente v enakem smislu, da je h (u-1) = h (u)-1. Zaradi tega lahko rečemo, da je h »združljiva s strukturo grupe«.